# Заволжя (місто)
Заволжя — місто в Городецькому районі Нижньогородської області Росії.
Залізнична станція («Заволжя», 59 км від Нижнього Новгорода) — кінцева станція електрифікованої гілки. Вузол автодоріг Нижній Новгород — Іваново та Заволжя — Городець — Лінда. Пристані немає.
Населення: 42 тис. осіб (2008).

## Географія
Місто розташоване на березі Горьківського водосховища на низькому правому березі Волги навпроти міста Городець, за 55 км на північний захід від міста Нижнього Новгорода.

## Назва
Назва дещо парадоксальна, бо Заволжям традиційно іменується лівий, а не правий берег ріки. У цьому випадку зіграло роль розташування «за Волгою» щодо стародавнього Городця.

## Історія
Місто виросло на місці села Пестово із селища робітників, які будували Горьківську ГЕС (нині — Нижньогородська ГЕС). Будівництво розпочалося у 1947 році. Після відкриття станції наприкінці 1950-х років селище отримав розвиток як промисловий центр: Заволжя було зручно для розміщення підприємств, до того ж необхідно було розв'язати питання забезпечення роботою колишніх будівельників електростанції. Тому тут були створені моторний завод, завод гусеничних тягачів, завод залізобетонних конструкцій. У 1964 р. Заволжя отримало статус міста.
Постанова уряду про будівництво Горьківської ГЕС вийшло 16 листопада 1947 року. Перші будівельники жили в основному в Городці, а також у найближчих від будівництва селах. У 1948 році в тимчасовому селищі з'явилося 17 збірних фінських дерев'яних будиночків з пічним опаленням. Більшість будівельників жили в наметах, що становлять «Зелене містечко», розташоване на галявині соснового бору. На кінець 1948 року було завершено будівництво залізниці від станції Правдинськ до будівельного майданчика. 7 листопада прийшов перший поїзд.

## Економіка
- Заволзький моторний завод
- Заволзький завод гусеничних тягачів
- верстатобудівний завод
- завод промислового залізобетону
- деревообробний завод
- завод нетканих матеріалів німецької компанії Freudenberg Politex

## Освіта

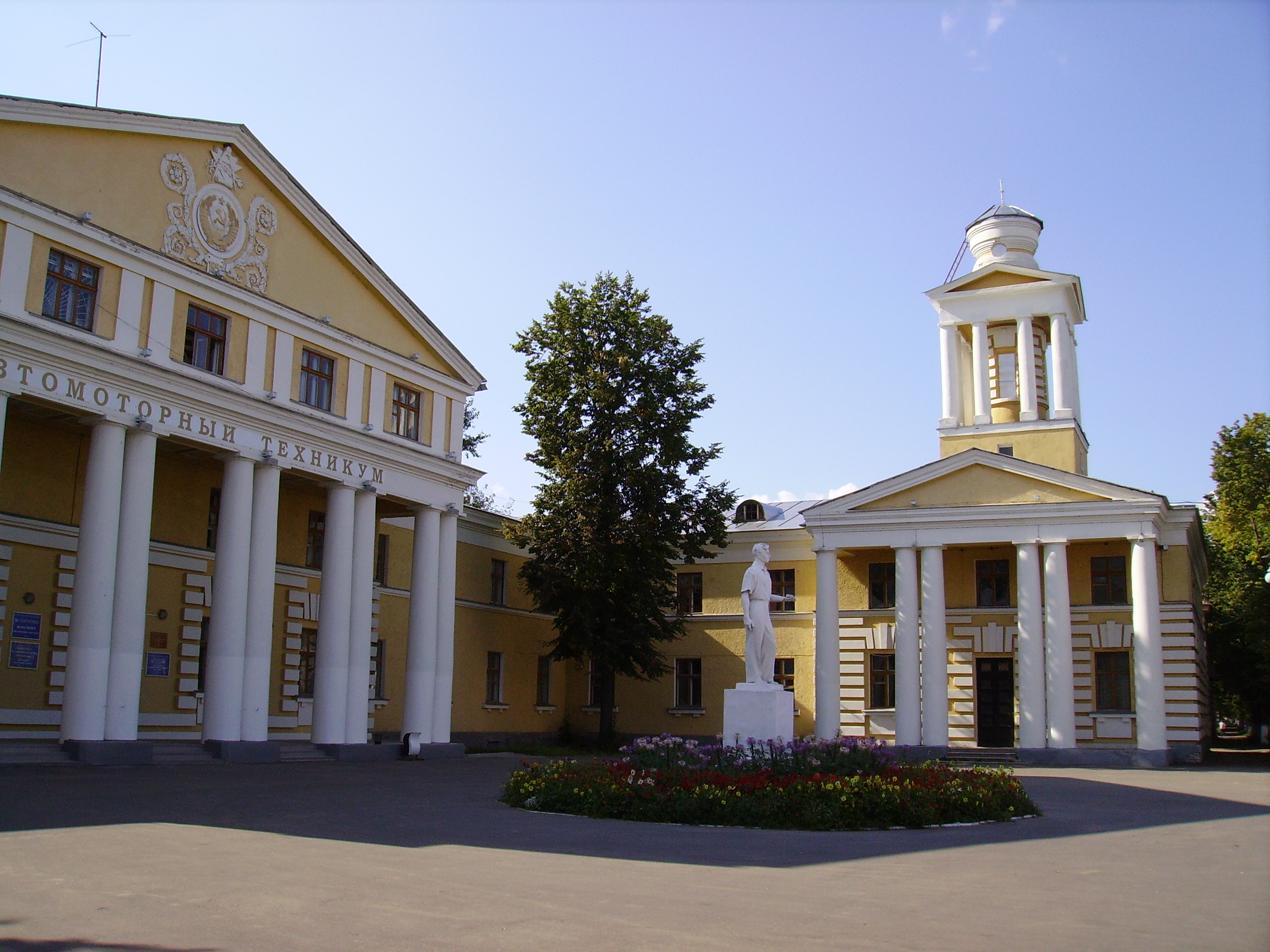
Автомоторний технікум

- Філія Нижньогородського державного технічного університету.
- Автомоторний технікум.